# Неінерційна система відліку

Прикладом неінерціальної системи відліку є система відліку, що обертається. Наконечник відчуває відцентрову силу, яку необхідно компенсувати, щоб продовжити обертання. В іншому випадку на нього не впливає сила Ейлера, оскільки швидкість обертання постійна, і на нього не впливає сила Коріоліса, оскільки він не рухається відносно обертової рамки.

Неінерційна система відліку — система відліку, що рухається з прискоренням або обертається відносно інерційної. Другий закон Ньютона не виконується в неінерційних системах відліку. Для того щоб рівняння руху матеріальної точки в неінерційній системи відліку за формою збігалося з рівнянням другого закону Ньютона, додатково до «звичайних» сил, що діють в інерційних системах, вводять сили інерції.
Закони Ньютона виконуються тільки в інерційних системах відліку. Проте, рух тіл в неінерційних системах відліку можна описувати тими ж рівняннями руху, що і в інерційних, якщо у додаток до сил, зумовлених впливом тіл одне на одного, враховувати сили інерції.